# Bosmuis
De bosmuis (Apodemus sylvaticus) is een knaagdier uit de familie Muridae. Hij behoort tot het ondergeslacht Apodemus en is daarbinnen het nauwste verwant aan Chevriers bosmuis (Apodemus chevrieri). De wetenschappelijke naam van de soort werd als Mus sylvaticus in 1758 gepubliceerd door Carl Linnaeus.

## Kenmerken
De rug is donkerbruin, de flanken geelbruin en de buik zilverachtig grijs van kleur. Er is geen duidelijke grens tussen de zijden. Jonge dieren zijn grijsbruin op de rug en donkergrijs tot wit op de buik. De staart is donker van boven en licht van onder. Over de staart lopen 130 tot 180 ringen. Vaak heeft de bosmuis een gele borstvlek. Over de nek loopt een kleine gele band, kleiner dan die van de grotere geelhalsbosmuis. De oren, ogen en achterpoten zijn groot, groter dan die van de huismuis.
De bosmuis wordt 97 tot 110 millimeter lang en 13 tot 27 gram zwaar. De staart is 69 tot 115 millimeter lang. Mannetjes worden iets groter dan vrouwtjes.

## Gedrag
De bosmuis is een opportunist. Hij heeft een gevarieerd dieet: hij leeft van graan, noten, vruchten, bessen, eikels, beukennootjes, hazelnoten, zaden, knoppen, paddenstoelen, mossen en galappels, maar ook van insecten, duizendpoten, spinnen, regenwormen en slakken. 's Zomers eet hij voornamelijk boomzaden en noten, 's winters voornamelijk scheuten, knoppen en rupsen. In de winter leeft hij o.a. van de vruchtbare delen van varens, wat zeldzaam gedrag is onder de gewervelden.
De bosmuis is meestal 's nachts actief, 's zomers ook in de schemering. De grootte van het woongebied verschilt per geslacht en habitat: mannetjes hebben grotere woongebieden dan vrouwtjes, en dieren uit landbouwgebieden hebben grotere woongebieden dan dieren in bossen. De woongebieden overlappen over het algemeen. 's Zomers heeft een dominant mannetje een groot woongebied waarin verscheidene vrouwtjes en ondergeschikte mannetjes leven. Vrouwtjes zijn strikt territoriaal en dulden geen andere vrouwtjes op hun woongebied. Het woongebied van mannetjes overlapt meestal. 's Winters leven de dieren in gemengde gezamenlijke nesten.
De bosmuis woont in een zelfgegraven ondergronds hol, meestal met één ingang, een nestkamer en een voorraadkamer. Het nest bestaat uit bladeren, mos en reepjes gras. Het gangenstelsel wordt door de volgende generatie verder gebruikt om tijd te sparen in hun korte leven. In een nacht kan een bosmuis grote afstanden afleggen. Op nachten met een heldere maan is de bosmuis minder actief. De bosmuis is zeer beweeglijk en is in staat flinke sprongen te maken.

## Voortplanting
Het voortplantingsseizoen duurt van maart tot oktober, met een piek in juli en augustus. Een vrouwtje krijgt één à twee, soms tot vier worpen per jaar. Jongen worden geboren na een draagtijd van 19 à 20 dagen. Per worp krijgt een vrouwtje 2 tot 9 (gemiddeld 4 tot 7) jongen. De jongen worden blind en naakt geboren. Later ontwikkelen ze een grijze vacht. Ze wegen bij de geboorte één à twee gram. Enkel het vrouwtje zorgt voor de jongen. Zogende vrouwtjes keren vaak terug naar het nest om de jongen te laten zogen. De zoogtijd duurt 18 tot 22 dagen. Jongen die vroeg in het jaar geboren zijn, zijn later dat jaar al geslachtsrijp, jongen die later in het jaar geboren zijn het daaropvolgende jaar. Mannetjes zijn meestal geslachtsrijp als ze zo'n twaalf gram wegen, vrouwtjes als ze vijftien gram wegen. Een merkwaardigheid is dat de zaadcellen een soort treintje vormen door zich aan elkaar vast te maken met haakjes. Hierdoor is de snelheid waarmee het voortplantingskanaal afgelegd wordt merkelijk hoger.

## Vijanden
De bosmuis wordt, in het wild, gemiddeld drie maanden oud tot maximaal achttien tot twintig maanden oud, hoewel hij in gevangenschap meer dan vier jaar kan worden. Natuurlijke vijanden zijn onder andere das, hermelijn, kat, marter, torenvalk, bosuil, kerkuil, steenuil, velduil, vos en wezel.

## Verspreiding
De bosmuis komt in vrijwel geheel Europa voor, met uitzondering van het noorden van Scandinavië en het overgrote deel van Rusland en de Baltische staten. De oostgrens loopt door Oost-Oekraïne, Centraal-Wit-Rusland en de grens met Rusland. De soort komt ook voor op IJsland, enkele eilanden in de Middellandse Zee, waaronder Sardinië en Corsica, in Noordwest-Turkije en in Noordwest-Afrika, in Marokko, Tunesië en Noord-Algerije. Ze leven over het algemeen in bossen, tuinen, braakliggend terrein, graanvelden, struikgewas en zandduinen; soms ook in gebouwen. In berggebieden komen de dieren niet boven de boomgrens voor.